# Анна Лещинська з Яблоновських
Анна Лещинська з Яблоновських (пол. Anna Leszczyńska z Jabłonowskich, 1660, Краків — 29 серпня 1727, Шамбор, Луар і Шер, Франція) — польська шляхтянка, мати польського короля і великого князя литовського та руського Станіслава Лещинського.

## Біографія
Анна народилася 1660 року в сім'ї князя Станіслава Яна Яблоновського (1634—1702) — польського магната, полководця з роду Яблоновських та його дружини Маріанни з Казановських (1643—1687).
У 1667 році вийшла заміж за Рафала Лещинського — польського державного діяча і магната. Від цього шлюбу народився єдиний син Станіслав — король польський і великий князь Литовський і Руський, що був одружений з Катажиною з Опалінських. Від цього шлюбу народилося дві дочки: старша Анна була названа в честь бабусі Анни Яблоновської і молодша Марія — на честь французької королеви, дружина Людовика XV.
Померла Анна в Шамборі у Франції 27 серпня 1727 року.